# Rasa de Vilanova
La Rasa de Vilanova és un torrent afluent per la dreta del Cardener que fa tot el seu curs pel terme municipal de Lladurs tot i que els 681 metres del seu curs transcorren fent de frontera entre els termes municipals de Lladurs (al nord) i Olius (al sud).

## Xarxa hidrogràfica
La xarxa hidrogràfica de la Rasa de Vilanova està integrada per 58 cursos fluvials que transcorren íntegrament pel terme municipal de Lladurs i sumen una longitud total de 37.035 m.
El vessant dret de la conca consta de 17 cursos fluvials que sumen una longitud de 8.644 m. mentre que el vessant esquerre inclou 40 cursos fluvials que sumen una longitud de 18.644 m.

### Subxarxes destacables

#### Per l'esquerra
- La Rasa de Vila-seca
- La Rasa de Costafreda

#### Per la dreta

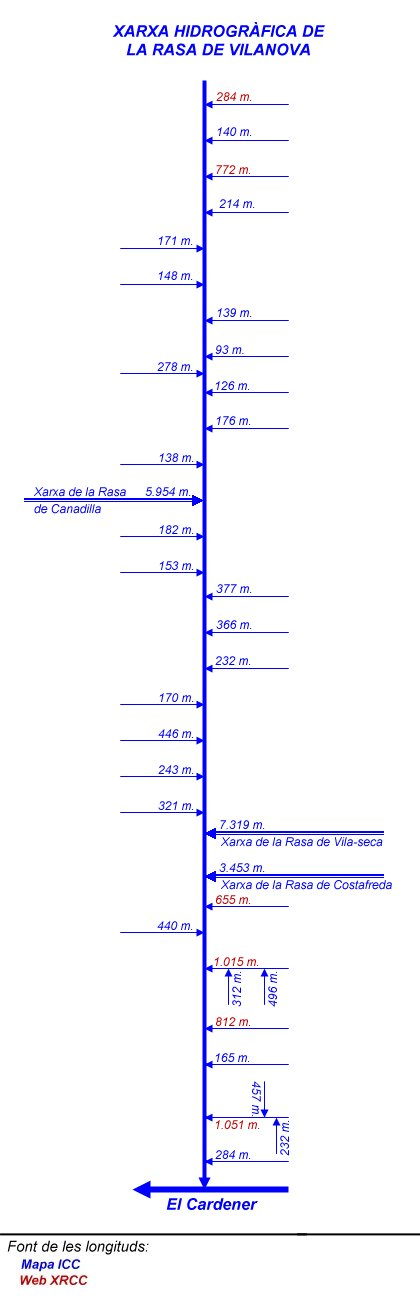
Xarxa hidrogràfica de la Rasa de Vilanova

- La Rasa de Canadilla

## Mapa del seu curs
- Mapa de l'ICC